# Alglucosidase alfa
Alglucosidase alfa (Myozyme) is het kunstmatige analoge enzym dat gebruikt wordt om de gevolgen van het grotendeels ontbreken ervan bij de ziekte van Pompe te beperken. De productie geschiedt in ovariumcellen van de Chinese hamster met behulp van recombinante-DNA-technologie. Het dient 1x per 2 weken intraveneus te worden toegediend. Het in 2001 door de Amerikaanse firma Genzyme ontwikkelde weesgeneesmiddel is door de EMEA in 2006 toegelaten voor de behandeling van de ziekte van Pompe. De effectiviteit voor het gebruik bij zeer jonge kinderen blijkt hoog. Deze kinderen met de klassieke vorm hebben vrijwel geen eigen enzymactiviteit. Bij manifestatie op latere leeftijd is de enzymactiviteit slechts verlaagd en heeft de behandeling minder zin.
Patiënten die de ziekte op latere leeftijd krijgen hebben dus maar beperkt baat bij het middel. Vanwege de hoge jaarlijkse kosten (500.000 - 700.000 euro per jaar) en de beperkte effectiviteit stelt het Nederlandse College voor zorgverzekeringen de vergoeding ter discussie voor deze  oudere patiënten.
In januari 2009 ontstond een tekort van Myozyme. Dit had tot gevolg dat tijdelijk de prioriteit kwam te liggen in levering aan kinderen. Twee maanden later was het tekort opgelost.

## Enige citaten uit het concept CVZ-rapport
Op 23 januari 2012 lekte een Nederlands concept CVZ-rapport uit. Twee stellingnames gaven veel publieke discussie:
- Het rendement bij de twee verschillende vormen van de ziekte  van Pompe is verschillend. Bij de klassieke vorm dient een  patiënt circa 3 jaar behandeld worden voor een overlevingswinst van 2 jaar, terwijl een patiënt met de niet- klassieke vorm waarschijnlijk meer dan 40 jaar behandeld moet worden voor een overlevingswinst van 2 jaar. Het concept rapport stelt voor de klassieke vorm, die van kinderen, binnen het basispakket te houden.
- De totale kosten voor de basisverzekering van alglucosidase alfa (Myozym) zijn hoog, namelijk €44 miljoen in 2010. Het aandeel van de  niet-klassieke vorm is groter (~85%) dan die van de klassieke vorm (~15%). De wereldwijde omzet in 2010 was 412 miljoen euro, waardoor er ruimte komt voor een prijsverlaging.

## Situatie in Nederland
Op 4 oktober 2013 schreef minister Edith Schippers aan de Tweede Kamer dat ze voor de periode tot en met 2016 geheime prijsafspraken heeft gemaakt met de fabrikant met het doel de therapie met Myozyme te borgen. Dit was conform het CVZ advies.
Op 13 december 2014 werd bekendgemaakt dat wetenschappers van Universiteit Utrecht erin waren geslaagd om het geneesmiddel op een relatief goedkope wijze op zeer kleine schaal na te maken, voor minimaal 15.000 euro per patiënt volgens inschatting van de initiator van het onderzoek Huub Schellekens. Maar het in de handel brengen van dit biosimilar heeft nog een lange weg te gaan.